# Kulissenheiliggrab
Das Kulissenheiliggrab war Teil einer sakralen Inszenierung, die man in der katholischen Kirche zur Feier der Passion und der Auferstehung Jesu Christi beging. Dazu wurde der Altarraum mit einer monumentalen Heiliggrab-Kulisse ausgeschmückt.
Ihre Entstehung verdanken die Kulissenheiliggräber dem Jesuitentheater. Barocke Kulissenheiliggräber sollten die Gläubigen emotional ansprechen, indem sie den Tod und das Leiden Christi mitfühlen und Jesu triumphale Auferstehung miterleben ließen.
Während der Säkularisation in Bayern wurden um 1802/03 die Kulissenheiliggräber unter Maximilian von Montgelas, Minister von 1799 bis 1817, verboten, da man in ihnen die Leidensgeschichte Christi zur bloßen Unterhaltung herabgewürdigt sah. 
Nach der Entlassung Montgelas’ erlebten die Kulissengräber noch einmal eine Blüte. Nach dem Zweiten Vatikanischen Konzil (1962–1965) verschwanden sie endgültig aus dem religiösen Brauchtum.

## Erhaltene Beispiele
- Kloster Neuzelle, Brandenburg
- Heiliges Grab zu Altshausen, Oberschwaben
- St. Ignatius (Landshut)